# Rhipidocephala doornensis
Rhipidocephala doornensis là một loài ruồi trong họ Asilidae. Rhipidocephala doornensis được Oldroyd miêu tả năm 1966. Loài này phân bố ở vùng nhiệt đới châu Phi.